# نيشا أدهيكاري
نيشا أدهيكاري (النيبالية: निशा अधिकारी) (ولد في 4 أكتوبر 1986) هي الممثلة النيبالية، ملكة جمال، والنموذج، VJ وRJ. وقالت انها هي الممثلة المعروفة عن دورها في فيلم صدر الحب الأول في عام 2010

## ملكة جمال
في سن ال 21، وحصلت على الترجمة ملكة جمال الشخصية وكذلك العنوان الرئيسي للملكة الجمال الدولية نيبال 2005، وبعد ذلك ممثلة نيبال في مهرجان ملكة الجمال الدولية 2005 في اليابان. في عام 2008، انضمت ملكة جمال نيبال مسابقة 2008 الجمال؛ تم إلغاء المسابقة بسبب الماوي والاحتجاجات المجموعة الأخرى.
جعل أدهيكاري لأول مرة كممثلة في البرنامج الكوميدي يسمى Gharbeti با على تلفزيون كانتيبور. في عام 2009، وكان فيلمها لأول مرة بعثة بيزة بطولة نيخيل Upreti. كانت مهمة بيزة واحدة من أكبر الأفلام الناجحة ضرب من السنة. في عام 2010، وكانت في الفيلم Nainraresham والحب الأول.
تم تعيينها سفيرة للمركز العناية التوحد، وأنها أيضا عضو في نادي روتاري Nagarjun، حيث عملت مديرا لخدمة الشباب لمدة عام واحد.
في عام 2012، واجه نيشا أدهيكاري على الجدل بعد صحفي وسائل الإعلام؛ بدءا من التقاط صور لها في العرض الأول لوط.
وهي معروفة الممثلة للهجوم وسائل الإعلام خارج المشهد. وهي واحدة من أعلى طراز ورائع في كولووود. وهي معروفة لكثير من الفضائح مثل صورة إطلاق النار في الجيش النيبالي طائرات الهليكوبتر وجبل تسلق Everset.

## افلام
| سنة  | فليم                   |
| ---- | ---------------------- |
| 2009 | Mission Paisa          |
| 2010 | First Love             |
| 2010 | Nainraresham           |
| 2012 | Mayaz Bar              |
| 2012 | Apabad                 |
| 2012 | Dhunwaa Yo Nasha       |
| 2012 | Soongava               |
| 2013 | Snow Flowers           |
| 2013 | Padmini                |
| 2014 | Mero Valentine         |
| 2014 | Mission Paisa Reloaded |
| 2014 | Bhimdutta              |
| 2014 | Mukhauta               |

## مسلسلات
| سنة  | مسلسل               | لغة     |
| ---- | ------------------- | ------- |
| 2006 | Indi mini Bag       | نيبالية |
| 2006 | Count Down Kantipur | نيبالية |
| 2008 | Some More           | نيبالية |
| 2009 | Gharbeti Ba         | نيبالية |
| 2010 | Play it On          | نيبالية |

## روابط خارجية
- نيشا أدهيكاري على موقع IMDb (الإنجليزية)
- نيشا أدهيكاري على موقع ألو سيني (الفرنسية)